# Chlosyne gabbii
Chlosyne gabbii är en fjärilsart som beskrevs av Hans Hermann Behr 1863. Chlosyne gabbii ingår i släktet Chlosyne och familjen praktfjärilar. Inga underarter finns listade i Catalogue of Life.